# María Mercedes
María Mercedes – meksykańska telenowela z 1992 roku. Pierwsza telenowela z Trylogii o Mariach (Trilogía de las Marías), którą również tworzą Marimar i Maria z przedmieścia z Thalíą w roli głównej. Oprócz ról tytułowych aktorka wykonała także piosenki przewodnie do wszystkich trzech części trylogii. W rolach głównych występują Thalía i Arturo Peniche.

## Obsada
- Thalía - María Mercedes "Meche" Muñoz González
- Arturo Peniche - Jorge Luis Del Olmo Morantes
- Laura Zapata - Malvina Morantes Vda. de Del Olmo
- Gabriela Goldsmith - María Magnolia González de Mancilla
- Carmen Amezcua - Digna Del Olmo Morantes
- Carmen Salinas - Filogonia "Doña Filo"
- Nicky Mondellini - Mística Casagrande de Ordóñez
- Fernando Ciangherotti - Santiago Del Olmo
- Roberto Ballesteros - Cordelio Cordero Manso
- Luis Uribe - Manuel Muñoz
- Fernando Colunga - Chicho
- Karla Álvarez - Rosario Muñoz González
- Diana Golden - Fabiola Mayerling San Roman
- Meche Barba - Doña Chonita
- Rosa Carmina - Doña Rosa
- Jaime Moreno - Rodolfo Mancilla
- Raúl Padilla "Chóforo" - Argemiro "El Chupes" Camacho
- Luis Gimeno - Don Sebastián Ordóñez
- Roberto "Flaco" Guzmán - Teo "El Jarocho"
- Aurora Molina - Doña Natalia
- Virginia Gutiérrez - Doña Blanca Sáenz
- Jaime Lozano - Dr. Díaz
- Alberto Inzúa - Lic. Mario Portales
- Enrique Marine - Guillermo "Memo" Múñoz González
- Héctor del Puerto - Funcionario del Lic. Portales
- Héctor Gómez - Chaplin
- Julio Urrueta - Napoleón
- Silvia Caos - Enfermera Alma
- Carlos Rotzinger - Omar
- Manuel D'Flon - Lázaro
- Irma Torres - Nana Cruz
- José Luis González y Carrasco - Joel
- Agustín López Zavala - Alberto
- Vanessa Angers - Berenice
- Marco Uriel - Adolfo
- Silvia Campos - Diana San Román
- Evangelina Sosa - Candelaria "Candy"
- Cuco Sánchez - Genaro
- Carlos Corres - Amateo
- Marcela Figueroa - Sara
- Yula Pozo - Lucinda
- Arturo García Tenorio - Rogariano "El Latas"
- Lucero Lander - Karin
- Arturo Lorca - El Mollejas
- Rebeca Manríquez - Justa
- Irlanda Mora - Paz
- Erika Oliva - Araceli
- Xavier Ximénez - Padre Enrique
- Rossana San Juan - Zafiro
- Rafael del Villar - Ricardo
- Patricia Navidad - Iris
- Victor Vera - Juez Registro Civil
- Paquita la del Barrio - Paquita
- Ari Telch - Carlos Urbina
- David Ostrosky
- Alfredo Gutiérrez - Dr. Arturo Valadez
- Ricardo Vera - Lic. Gómez Portales
- Lina Michel
- Elia Domenzain - Directora de la academia
- Jeanette Candiani - Gloria
- Martha Zamora - Herminia
- Sara Montes - Rebeca
- Alfredo Gutiérrez - Andresito Muñoz
- María Eugenia Ríos - Directora del reformatorio
- Eduardo Liñán - Agente del Ministerio Público
- Armando Franco - Elías Carillo
- Tito Livio - El Clavo
- Jorge Granillo - El Hamburguesa
- Dolores Salomón "Bodokito" - Ludovina
- Gustavo Rojo - Dr. Pérez
- América - Gabriela
- Aarón Beas - Martín
- Guillermo Murray - Dr. Carvajal
- Miguel Garza - Esteban
- Paola Garera - Mirna
- Eduardo Rivera - Danilo
- José Zambrano - Lic. Robles

## Fabuła
María Mercedes to młoda, biedna dziewczyna, która mieszka razem z trojgiem rodzeństwa wraz z ojcem na przedmieściach Meksyku. Dziewczyna musi pracować, żeby utrzymać rodzinę, gdyż jej ojciec jest pijakiem i nie może zagwarantować dzieciom normalnego dzieciństwa. Pewnego razu dziewczyna otrzymuje nieoczekiwaną propozycję od milionera Santiago del Olmo. Bogacz proponuje dziewczynie ślub i pragnie uczynić jedyną spadkobierczynią swego majątku, żeby dokuczyć swojej rodzinie i pozbawić ją fortuny. María Mercedes zgadza się na ofertę Santiaga. Para pobiera się w przyjaźni, ale bez miłości. Po śmierci męża, María staje się bogatą dziedziczką, właścicielką luksusowej rezydencji, ale to nie przynosi jej szczęścia, a jedynie same kłopoty. Dziewczyna musi nauczyć się radzić z ambicją, zawiścią oraz miłością, która pojawi się w najmniej oczekiwanym momencie.

## Nagrody i nominacje

### Premios TVyNovelas(1993)
| Kategoria                      | Osoby                  | Wynik     |
| ------------------------------ | ---------------------- | --------- |
| Najlepsza telenowela           | Valentín Pimstein      | Nominacja |
| Najlepszy protagonista         | Arturo Peniche         | Wygrana   |
| Najlepsza antagonistka         | Laura Zapata           | Wygrana   |
| Najlepsza aktorka drugoplanowa | Carmen Salinas         | Wygrana   |
| Najlepsza aktorka drugoplanowa | Gabriela Goldsmith     | Nominacja |
| Najlepszy aktor drugoplanowy   | Raúl Padilla "Choforo" | Wygrana   |
| Najlepszy aktor drugoplanowy   | Fernando Ciangherotti  | Wygrana   |
| Najlepsza aktorka młodzieżowa  | Thalía                 | Wygrana   |
| Najlepsze kobiece objawienie   | Nicky Mondellini       | Nominacja |
| Najlepsze dziecięce wykonanie  | Alfredo Gutiérrez      | Nominacja |